# Мильтюш

Мильтюш — река в Новосибирской области России. Устье реки находится в 3008 км по правому берегу реки Обь (Новосибирское водохранилище). Длина реки составляет 93 км, площадь водосборного бассейна 812 км².

## Бассейн
- 24 км: Каменка
- Забулдышка
- 64 км: Кончураиха
  - Печориха
  - Поперечная
- 75 км: Плоская
- 77 км: Крутая
- 80 км: Плаунь
- Бурдишка

## Данные водного реестра
По данным государственного водного реестра России относится к Верхнеобскому бассейновому округу, водохозяйственный участок реки — Обь от города Барнаул до Новосибирского гидроузла, без реки Чумыш, речной подбассейн реки — бассейны притоков (Верхней) Оби до впадения Томи. Речной бассейн реки — (Верхняя) Обь до впадения Иртыша.